# Kara Walker
Kara Walker est une plasticienne afro-américaine, née à Stockton en Californie  le 26 novembre 1969. Son œuvre traite en particulier, et souvent avec humour, du racisme et du sexisme dans l'histoire américaine, et emprunte des formes variées et surprenantes : techniques des silhouettes, sculptures géantes, films d'animation, etc.

## Biographie
Son père est un professeur d'art. Sa famille appartient à la classe moyenne, mais elle est confrontée dans son adolescence au racisme, dans le Sud, à Atlanta. En 1991, elle est diplômée de l'Atlanta College of Art (en) (Bachelor of Fine Arts ou BFA) et en 1994 de l’École de design de Rhode Island (Master of Fine Arts ou MFA). La même année, son exposition au Drawing Center de New York lui apporte une notoriété internationale.
Elle réalise depuis des installations, dessins, aquarelles et wall-paintings, travaillant sur l'histoire de l'esclavage et son héritage dans la société américaine contemporaine. Elle s'intéresse par conséquent également aux questions touchant à la discrimination raciale, aux relations entre les Noirs et les Blancs, aux rapports maîtres-esclaves, à la ségrégation, mais aussi à l'hypersexualisation de la femme noire,.
Elle est surtout connue pour ses grandes silhouettes noires découpées, proche du rendu d'une ombre chinoise. L'utilisation du papier découpé est « un rejet de la peinture », et le choix d'une technique modeste, populaire, née au XVIIe siècle et XVIIIe siècle et qui a duré jusqu'à nos jours, sans être toujours considéré comme une démarche artistique. Pour le critique Rémi Astruc, son œuvre « nous confronte sans ménagement aux significations symboliques et même anthropologiques de la couleur ».
Elle vit actuellement à New York, où elle enseigne depuis 2001 les arts visuels à l'université Columbia.

## Expositions personnelles
- 2014 : sculpture géante de sphinx en sucre blanc[5],[6].

### 2021
- Kunstmuseum de Bâle (5 juin 2021- 23 septembre 2021 )[7],[8]

### 2007-2008
- My Complement, My Enemy, My Oppressor, My Love (Mon Ennemi, Mon Frère, Mon Bourreau, Mon Amour)[9]
  - Walker Art Center, Minneapolis, États-Unis (17 février - 13 mai 2007)
  - Musée d'art moderne de la ville de Paris, Paris (20 juin – 9 septembre 2007)
  - Whitney Museum of American Art, New York, États-Unis (11 octobre 2007 - 3 février 2008)
  - UCLA Hammer Museum, Los Angeles, États-Unis (17 février - 11 mai 2008)

### 2002
- Biennale de São Paulo (où elle représente les États-Unis)

## Distinctions d'art
- 2005 : Larry Aldrich Award
- 2004 : Deutsche Bank Prize
- 1997 : John D. and Catherine T. MacArthur Foundation Achievement Award